# Benoît Drujon
Benoît Drujon, né le 3 juin 1985 à Troyes, est un coureur cycliste français. Professionnel en 2012 et 2013 au sein de l'équipe continentale BigMat-Auber 93, il compte à son palmarès une  étape du Tour de Normandie et des victoires sur des courses nationales comme le Grand Prix de Buxerolles ou la course Dijon-Auxonne-Dijon. Son frère ainé, Mathieu, est également un ancien cycliste professionnel. Les deux frères portent les couleurs du VC Toucy en 2014 et arrêtent la compétition en fin d'année.

## Palmarès
- 2003
  - Champion de Champagne-Ardenne sur route juniors
- 2004
  - Prix de Onjon
- 2005
  - 1re étape de la Route de l'Avenir
  - Nocturne de Pont-sur-Yonne
  - Prix de Coucy-le-Château
- 2006
  - 3e du championnat de Champagne-Ardenne sur route
- 2007
  - Prix de Nogent-sur-Seine
  - Critérium de Châlons-en-Champagne
  - Grand Prix de Meaux
  - Prix de la Ville de Saint-Florentin
- 2008
  - 2e du Grand Prix Christian Fenioux
- 2009
  - Dijon-Auxonne-Dijon
  - 3e étape des Deux Jours cyclistes du Perche
  - 3e de Paris-Évreux
- 2010
  - Prix de Thorigny-sur-Marne
  - 1re et 4e étapes du Tour de Côte-d'Or
  - 2eb étape du Tour des Deux-Sèvres
  - Prix de Montmorency-Beaufort
  - 2e de Dijon-Auxonne-Dijon
- 2011
  - Grand Prix de la ville de Buxerolles
  - 2e étape du Tour du Canton de Saint-Ciers
  - Deux Jours cyclistes du Perche :
    - Classement général
    - 3e étape

  - Grand Prix de Saint-Parres-aux-Tertres
  - Nocturne d'Aubervilliers
  - 4e étape du Tour Nivernais Morvan
  - Grand Prix de Meaux
  - Souvenir Daniel-Fix
  - 2e étape du Tour de Côte-d'Or
  - 4eb étape du Tour des Deux-Sèvres
- 2012
  - 8e étape du Tour de Normandie
- 2013
  - Nocturne de Bar-sur-Aube
- 2014
  - Dijon-Auxonne-Dijon
  - 2e étape du Tour de Côte-d'Or
  - 2e du Circuit des Quatre Cantons

## Classements mondiaux
| Année           | 2014 |
| --------------- | ---- |
| UCI Europe Tour | 941e |